# Physetobasis dentifascia
Physetobasis dentifascia là một loài bướm đêm trong họ Geometridae.